# X Persei

Mapa de la constelación de Perseus.

X Persei (X Per / HD 24534 / HR 1209) es una estrella variable en la constelación de Perseo cuyo brillo varía entre magnitud aparente +6,1 y +7,0. Se encuentra muy alejada de la Tierra, a una distancia comprendida entre 2300 y 4200 años luz. 
X Persei es una binaria de rayos X de gran masa, es decir, un sistema binario formado por una estrella masiva y una estrella de neutrones. La estrella masiva es una estrella azul de tipo espectral O9.5 muy caliente, con una temperatura de 29.500 K.
Es una estrella Be —semejante a Gomeisa (β Canis Minoris)—, a veces rodeada de un brillante disco circunestelar creado por la propia estrella, en parte como resultado de su altísima velocidad de rotación de 360 km/s.
Con un radio 6 veces más grande que el radio solar, es 24.000 veces más luminosa que el Sol.
Tiene una masa de al menos 15 masas solares y una edad inferior a 10 millones de años.
X Persei es además una fuente emisora de rayos X, emitiendo pulsos periódicos cada 835 segundos. Se originan porque materia proveniente del viento estelar de la estrella masiva cae hacia su acompañante, calentándose hasta producir rayos X. La acompañante, separada 2 UA, es un púlsar —una estrella de neutrones con un campo magnético relativamente débil— cuyo período orbital es de 250 días.
La excentricidad de la órbita es de 0,11.